# 阿拉科爾湖
阿拉科爾湖（哈薩克語：‎，突厥語「花彩」的意思）是一個位於哈薩克斯坦的鹹水湖，為杰特苏州和阿拜州所管轄。
海拔347公尺，面積2,650平方公里。最大深度54公尺。地質上是一個斷層湖，是阿拉山口的延伸。湖西北有薩瑟克爾湖，中間以沼澤相連。主要水源為額敏河。